# おばけまくら
おばけまくら（OBAKEMAKURA）は、日本の男性4人組の音楽グループである。

## 概要
活動のキャッチコピーは「元気のある人もない人も、やさしくきけてたのしくなれて、おばけもゆっくりするような、やさしくてちょっと変な組み合わせの4人組バンド」。
「まくらカバー」と呼んでいるYouTubeカバー動画の公開が基本的な活動であり、将来は都内ストリートパフォーマンスの活動ライセンスの取得をめざしている。
メンバーの衣裳のひとつである黄色いサスペンダーには「何かある度に増やしていくバッジ」がついており、増えていく様をYouTubeの動画で確認することが出来る。

## メンバー
あさもん（チューバ）班長、アレンジ、デザイン担当
ためぞー（鍵盤ハーモニカ）アレンジ、動画担当
なをゆき（ウクレレ、ボーカル）
てっしん（ウォッシュボード）

## 概要
2021年結成。それまであさもんが一人でYouTubeに様々な楽器を遣った動画を上げており、突如それらの楽器を別の人に割り振る形でバンド結成を思い付き、Xでメンバーを募集。ためぞー他数名が集まり、曲を分けてお試し動画を撮影・公開。初期メンバーが確定し、バンド名も決定。本格的な活動が始まる。
2022年5月7日 Xを開設、まくらが落ちるティザー動画を公開。5月23日 みのるが卒業。再度Xでメンバー募集を開始。7月17日 なをゆきの参加が決定し、Xにて告知。7月28日 バンド名おばけまくらと、キャラクターの寝ているおばけ（このときは横向きも披露）を正式発表。8月19日 なをゆきが初参加した動画をYouTubeにて公開。
2023年1月28日 「THE SALON CONCERT2023」というクローズドイベントで人前で初演奏。2月25日 秘密基地にて4人が顔を合わせてYouTube用動画を収録（コロナ禍に結成したバンドだったため、カバー動画は個別撮影で行っていた）。3月6日 かずきが卒業するにあたり、再度メンバー募集を開始。4月22日 「東京レインボープライド2023」出演。代々木公園野外ステージにて3曲披露。また、これをもってかずきが卒業。6月3日 新メンバーのてっしんが加入した初動画をYouTubeで公開。6月9日にはXにて自己紹介動画も公開。12月23日 YouTubeで初の生配信イベント 「おばぼっくり」 を開催。クリスマス料理やおばけキャラのクッキーを作ったり、チャットで会話を楽しんだりした。イベントではファンからの投票で決まる「まくらカバー of the Year」も発表した。
2024年1月28日 昨年に続き、「THE SALON CONCERT2024」というクローズドイベントに参加。5月18日 韓国で開催された日韓交流音楽イベント「CUMA -cute musicians in asia-」に参加。10月20日 「渋谷ズンチャカ」参加。12月7日 高円寺Cafe&Bar とらんぽりん にて初のワンマンライブ おばけんち開催。12月21日 都内某所より「おばぼっくり」をYouTube配信。１年の足跡を振り返ったり、あさもんの単語からイメージする絵を描くクイズ、てっしんのピザのトッピングを当てるゲームなどの企画もあった。
2025年3月28日 出演予定だった「しぶやさくらまつりNEO OHANAMI by MOTTAINAIグルマンFes」が悪天候が予想されるため出演中止にその日に新衣装・新小物を決定。新衣装にはatelier boe制作のメンバーカラーが差し色に入っているサスペンダーも加わっている
2025年7月6日 新宿サブトネ出演。ツチダズからモレル、ツチダ。駆動音からたかひろがゲストボーカルとして参加。オリジナル曲「おばけまくらの時間だよ」初披露。てっしんが新宿サブトネバンドとして参加。2025年8月17日 とらんぽりんフェスティバルVol.6に参加。きっしー(トロンボーン)、主催者のとら(ウクレレ)がゲストとして参加。あさもんがボーカル、ためぞーがキーボードとしてとらんぽりんＢＡＮＤにも出演した。10月25日 下北沢・ComCafe音倉にて２回目のワンマンライブ おばけんち二軒目開催。12月20日 毎年恒例のおばぼっくりを都内某所より開催

## まくらカバー
|    | 公開日         | タイトル               | アーティスト             | 備考                                |
| 1  | 2021年09月05日 | 透明人間               | 東京事変                 | メンバー選別のためのお試し動画      |
| 2  | 2021年09月05日 | 水流のロック           | 日食なつこ               | メンバー選別のためのお試し動画      |
| 3  | 2021年12月12日 | BOY                    | King Gnu                 | 初期メンバー確定                    |
| 4  | 2022年02月07日 | 残響散歌               | Aimer                    |                                     |
| 5  | 2022年03月01日 | あなたの為に           | 中野忠晴                 |                                     |
| 6  | 2022年06月02日 | OMENS OF LOVE          | T-SQUARE                 | インストゥルメンタル                |
| 7  | 2022年08月19日 | 青と夏                 | Mrs. GREEN APPLE         | なをゆき初参加                      |
| 8  | 2022年09月12日 | Linus and Lucy         | スヌーピーより           |                                     |
| 9  | 2022年10月28日 | 楓                     | スピッツ                 |                                     |
| 10 | 2022年11月20日 | エイリアンズ           | キリンジ                 |                                     |
| 11 | 2022年12月30日 | 悲しみのラッキースター | 細野晴臣                 |                                     |
| 12 | 2023年03月04日 | どんなふうに           | むぎ(猫)                 |                                     |
| 13 | 2023年03月25日 | 旅立ちの日に           | 合唱曲                   |                                     |
| 14 | 2023年05月09日 | おもかげ               | Vaundy                   | かずきラスト                        |
| 15 | 2023年06月03日 | 鱗                     | 秦基博                   | てっしん初参加曲                    |
| 16 | 2023年06月26日 | にじ                   | 童謡                     |                                     |
| 17 | 2023年07月31日 | Hello Song             | 星野源                   | まくらカバー of the Year 2023 第2位 |
| 18 | 2023年08月31日 | 夏の匂い               | LUNK HEAD                |                                     |
| 19 | 2023年09月29日 | マリーゴールド         | あいみょん               |                                     |
| 20 | 2023年10月31日 | ソラニン               | ASIAN KUNG-FU GENERATION | まくらカバー of the Year 2023 第1位 |
| 21 | 2023年11月18日 | いつでも誰かが         | 上々颱風                 | まくらカバー of the Year 2023 第3位 |
| 22 | 2024年07月31日 | あー夏休み             | TUBE                     | まくらカバー of the Year 2024 第2位 |
| 23 | 2024年08月24日 | 君は天然色             | 大瀧詠一                 | まくらカバー of the Year 2024 第3位 |
| 24 | 2024年10月05日 | 葛飾ラプソディー       | 堂島孝平                 | まくらカバー of the Year 2024 第1位 |
| 25 | 2024年10月20日 | 希望の轍               | サザンオールスターズ     |                                     |
| 26 | 2025年01月28日 | ぼよよん行進曲         | おかあさんといっしょ     |                                     |
| 27 | 2025年02月25日 | ラーニン ラーニン      | むぎ（猫）               |                                     |
| 28 | 2025年03月28日 | 遠く遠く               | 槇原敬之                 |                                     |
| 29 | 2025年04月28日 | 木綿のハンカチーフ     | 太田裕美                 |                                     |
| 30 | 2025年05月23日 | ただよう雲             | ひろっきー               |                                     |
| 31 | 2025年06月13日 | LOVE                   | FoZZtone                 |                                     |
| 32 | 2025年07月26日 | バンビーナ             | 布袋寅泰                 |                                     |
|    |                |                        |                          |                                     |

## ライブ
- 2023年01月28日 - THE SALON CONCERT2023＠代々木上原
- 2023年04月22日 - 東京レインボープライド2023＠代々木公園野外ステージ
- 2024年01月28日 - THE SALON CONCERT2024＠代々木上原
- 2024年05月16日 - CUMA -cute musicians in asia-＠韓国
- 2024年10月20日 - 渋谷ズンチャカ＠センター街・宇田川交番前
- 2024年12月07日 - おばけんち＠高円寺Cafe＆Barとらんぽりん(高円寺)
- 2024年12月22日 - Shibuya Sakura Stage Christmas Street Live＠渋谷 さくらステージ 桜丘広場
- 2025年07月06日 - 新宿サブトネ＠nine spice(歌舞伎町)
- 2025年08月17日 - とらんぽりんフェスティバルVol.6＠Showboat(高円寺)
- 2025年10月25日 - おばけんち 二軒目＠Com.cafe音倉(下北沢)

## その他
- 2023年02月25日 - 秘密基地でLIVE REC
- 2023年12月23日 - おばぼっくり2023(YouTube Live)
- 2024年12月21日 - おばぼっくり2024(YouTube Live)
- 2025年12月20日 - おばぼっくり2025(YouTube Live)